# نولان كرسولي الأوراق
نولان كرسولي الأوراق (الاسم العلمي:Nolana crassulifolia) هو نوع نباتي يتبع جنس النولان من فصيلة الباذنجانية.